# Claussenomyces jahnianus
Claussenomyces jahnianus är en svampart som beskrevs av Kirschst. 1923. Claussenomyces jahnianus ingår i släktet Claussenomyces och familjen Helotiaceae.   Inga underarter finns listade i Catalogue of Life.